# Disco di Airy

Un'immagine generata al computer di un Disco di Airy. Le intensità della scala di grigio sono state regolate in modo da evidenziare la luminosità dei dischi esterni del modello.

A causa della sua natura ondulatoria, la luce che attraversa un'apertura sottile viene diffratta e forma una struttura di regioni luminose e scure su di uno schermo posto ad una certa distanza dall'apertura (vedi interferenza).
Il modello di diffrazione che risulta da un'apertura circolare uniformemente illuminata ha una regione luminosa nel centro, conosciuta come disco di Airy che, assieme ad una serie di anelli concentrici, viene chiamata modello di Airy (da George Airy). Il diametro di questo disco è funzione della lunghezza d'onda della luce illuminante e del diametro dell'apertura circolare.
L'applicazione più importante di questo concetto avviene nelle macchine fotografiche o nei telescopi. A causa della diffrazione, il punto più piccolo nel quale si può mettere a fuoco un raggio di luce usando una lente è delle dimensioni del disco di Airy. Anche se si riuscisse a fare una lente perfetta, c'è ancora un limite alla risoluzione di un'immagine creata da questa lente. Un sistema ottico nel quale la risoluzione non sia più limitata da imperfezioni nelle lenti, ma solo dalla diffrazione viene detto limitato dalla diffrazione.
Il disco di Airy è importante nella fisica, nell'ottica e nell'astronomia.

## Dimensione del disco di Airy
Lontano dall'apertura, l'angolo al quale il primo minimo avviene, misurato dalla direzione da cui proviene la luce, è dato dalla seguente formula approssimata:
{\displaystyle \sin \theta =1.22{\frac {\lambda }{d}}}
che deriva dalla formulazione matematica della diffrazione di Fraunhofer per una fenditura circolare, dove λ è la lunghezza d'onda della luce in metri e d è il diametro dell'apertura sempre in metri. Se tradotto in arcosecondi per il diametro del disco e in millimetri per l'apertura del diaframma, alla luce con lunghezza d'onda di 550 nm, la formula può essere scritta così ≈ 280/d
Il criterio di Rayleigh afferma che due sorgenti puntiformi sono distinguibili se la loro separazione angolare è maggiore o uguale al raggio del disco di Airy, inteso come distanza angolare tra il centro e il bordo, per ciascuno dei due punti, il quale è pari alla relazione scritta in precedenza.

## Esempi

### SLR camera
La separazione angolare più piccola che due oggetti possono avere prima che si sfochino in un'immagine indistinta, è data da:
{\displaystyle \sin \theta =1.22{\frac {\lambda }{d}}}
fino a che θ è piccolo possiamo approssimarla come:
{\displaystyle {\frac {x}{f}}=1.22{\frac {\lambda }{d}}}
dove x è la separazione delle immagini dei due oggetti nella pellicola ed f è la distanza dalle lenti alla pellicola. Se prendiamo la distanza dalle lenti alla pellicola approssimativamente uguale alla lunghezza focale delle lenti troviamo:
{\displaystyle x=1.22{\frac {\lambda f}{d}}}
ma {\displaystyle {\frac {f}{d}}} è esattamente il rapporto focale (numero che identifica il rapporto tra le dimensioni del diaframma di una macchina fotografica e la distanza focale) di una lente, il quale per la configurazione tipica di una macchina fotografica in un giorno assolato è circa 16. Per la luce blu all'estremo del visibile, la lunghezza d'onda λ è circa 450 nanometri. Troviamo che x è circa 0,01 mm. Una conseguenza di ciò per una fotocamera digitale è che, anche facendo pixel del sensore ottico più piccoli di queste dimensioni, non si avrebbero incrementi nella risoluzione dell'immagine.

### L'occhio umano
Il rapporto focale più piccolo per l'occhio umano è di circa 2,1 e la risoluzione risultante è circa 1 μm. Questa è all'incirca anche la distanza tra le cellule sensoriali ottiche, i 'pixel' dell'occhio umano.

## Dettagli matematici

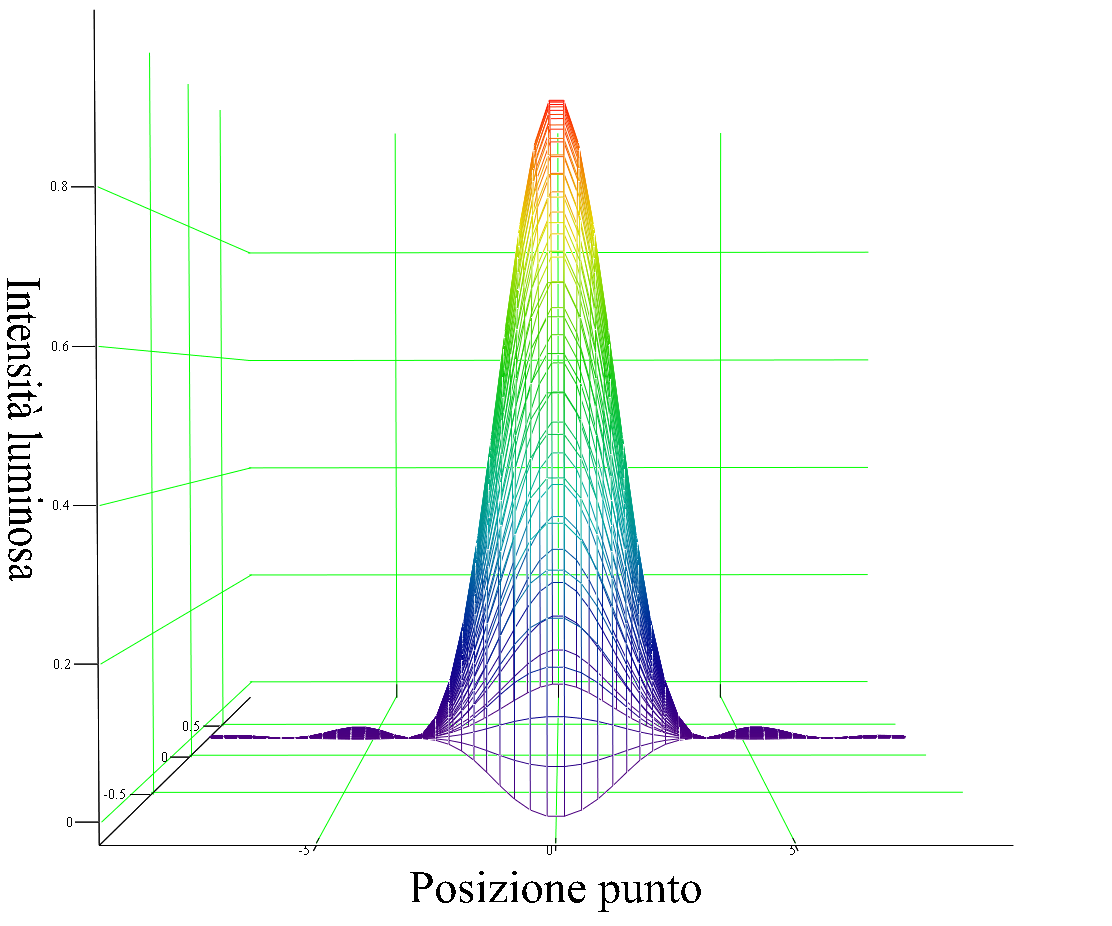
Solido di diffrazione che si ottiene ruotando attorno all'asse delle ordinate la distribuzione della luminosità in funzione della distanza dal centro di un sistema ottico. Nell'immagine si notano anche i primi 3 massimi e i primi 2 minimi dell'integrale risolvibile con le funzioni trascendenti di Bessel.

L'intensità nel modello della diffrazione di Fraunhofer per un'apertura circolare è data da:
{\displaystyle I(\theta )=I_{0}\left({\frac {2J_{1}(ka\sin \theta )}{ka\sin \theta }}\right)^{2}}
dove {\displaystyle J_{1}} è una funzione di Bessel del primo tipo di primo ordine, {\displaystyle a} è il raggio dell'apertura, {\displaystyle I_{0}} è l'intensità nel centro del modello di diffrazione, e {\displaystyle k={2\pi }/{\lambda }} è il numero d'onda. Qui {\displaystyle \theta } è l'angolo di osservazione, per esempio l'angolo tra l'asse dell'apertura circolare e la linea tra il centro dell'apertura e il punto di osservazione. Notare che il limite per {\displaystyle \theta \rightarrow 0} è {\displaystyle I(0)=I_{0}}.
Gli zeri di {\displaystyle J_{1}(x)} sono in {\displaystyle x=ka\sin \theta \approx 0,3.832,7.016,10.173,13.324,...}, quindi il primo anello scuro nel modello della diffrazione avviene dove
{\displaystyle \sin \theta ={\frac {3.83}{ka}}={\frac {3.83\lambda }{2\pi a}}=1.22{\frac {\lambda }{2a}}=1.22{\frac {\lambda }{d}}}.
Il raggio {\displaystyle q_{1}} del primo anello scuro su di uno schermo dipende da {\displaystyle \theta } per {\displaystyle q_{1}=R\sin \theta }, dove R è la distanza dall'apertura.
L'intensità {\displaystyle I_{0}} nel centro del modello della diffrazione dipende dalla potenza totale {\displaystyle P_{0}} incidente sull'apertura in questo modo:
{\displaystyle I_{0}={\frac {P_{0}A}{\lambda ^{2}R^{2}}}}
Dove A è l'area dell'apertura ({\displaystyle A=\pi a^{2}}) ed R è la distanza dall'apertura.
L'espressione di {\displaystyle I(\theta )} sopra si può integrare per ottenere la potenza totale contenuta nel modello della diffrazione dentro una circonferenza di dimensione data:
{\displaystyle P(\theta )=P_{0}[1-J_{0}^{2}(ka\sin \theta )-J_{1}^{2}(ka\sin \theta )]}
Dove {\displaystyle J_{0}} e {\displaystyle J_{1}} sono funzioni di Bessel. Quindi le percentuali della potenza totale contenute all'interno del primo, secondo e terzo anello scuro (dove {\displaystyle J_{1}(ka\sin \theta )=0}) sono 83.8%, 91.0% e 93.8% rispettivamente.

## Storia

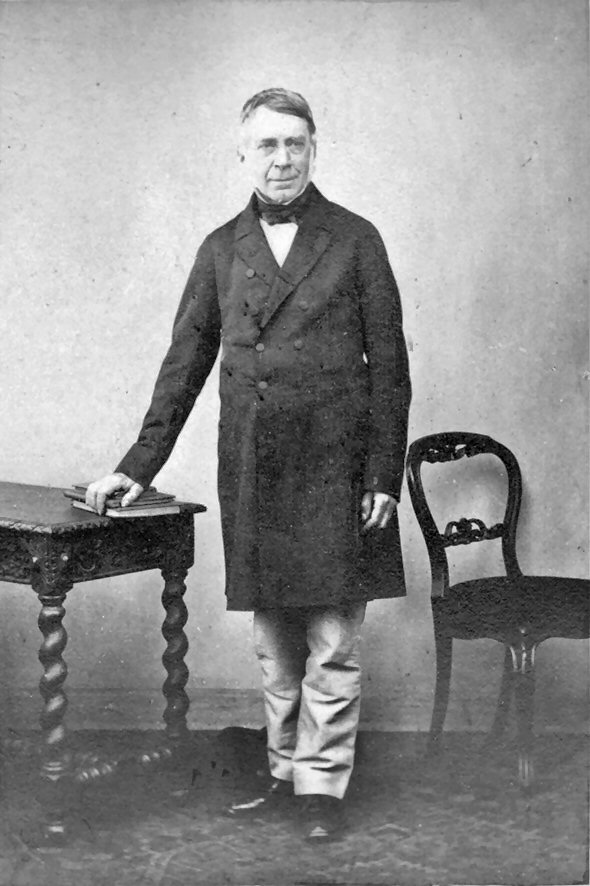
George Airy spiegò il fenomeno che porta il suo nome attraverso la teoria ondulatoria della luce nel 1835.

Agli albori dell'astronomia moderna, Galileo Galilei nel Sidereus Nuncius fornì una prima descrizione di fenomeni ottici - "raggi luminosi" e "fulgori" - che accompagnerebbero l'osservazione delle stelle al telescopio, segnalandone la differenza nell'aspetto rispetto ai pianeti (per i quali poteva essere osservato un disco ben definito, «come piccole lune»). Simon Marius nel Mundus Iovialis (1614) contraddisse Galileo, che - a suo dire - avrebbe dovuto aver osservato il disco che le stelle mostrano al telescopio. Notò inoltre che "le stelle più luminose mostrano un disco maggiore di quelle meno luminose". Galileo stesso si dovette ricredere e riconobbe più volte che al telescopio le stelle appaiono come dischi circolari. Successivamente Galileo cercò di misurare il diametro di alcune stelle - Mizar e alcune stelle appartenenti alla costellazione del Trapezio. Nel Dialogo sopra i due massimi sistemi del mondo (1632), anche luì annotò che le stelle più luminose apparivano più grandi al telescopio, stabilendo anche una relazione tra la magnitudine e la dimensione angolare osservata, da cui dedusse informazioni sulla distanza.
Johannes Hevelius redasse nel 1662 una tabella delle dimensioni di 19 stelle, mentre Giovanni Riccioli (1651) sviluppò una procedura di misura del disco stellare - allo scopo di confutare la teoria copernicana - che portò inesorabilmente lui ed i suoi seguaci a misurare la figura centrale del disco di Airy, ottenendo dati che variavano da telescopio a telescopio, oltre che da stella a stella. Christiaan Huygens (1659) invece utilizzò un vetro oscurato per focalizzare meglio le stelle ed affermò che queste apparivano puntiformi.
Edmond Halley nel 1720, commentando le osservazioni di Sirio pubblicate da Giovanni Cassini, fu tra i primi a segnalare che le osservazioni telescopiche delle stelle fornivano informazioni spurie; opinione condivisa da William Herschel nel 1805. Entrambi segnalarono infatti che le dimensioni apparenti dipendevano dalle condizioni osservative. Tuttavia, Herschel riconobbe che era possibile ottenere una certa ripetitività della misura, sebbene non fosse stato in grado di spiegarne il motivo.
John Herschel nel 1828 tracciò il punto sulle conoscenze acquisite sull'osservazione delle stelle al telescopio nell'articolo sulla luce dell'Encyclopædia Metropolitana, segnalando che l'immagine spuria osservata sarebbe stata spiegata grazie alla teoria ondulatoria della luce. Cosa che effettivamente avvenne nel 1835, ad opera di George Biddell Airy.